# Естонський живопис
Естонський живопис можна розуміти як живопис, створений як в Естонії, так і естонцями.
Ця стаття підсумовує історію живопису в Естонії.

## Історія

### До здобуття незалежності

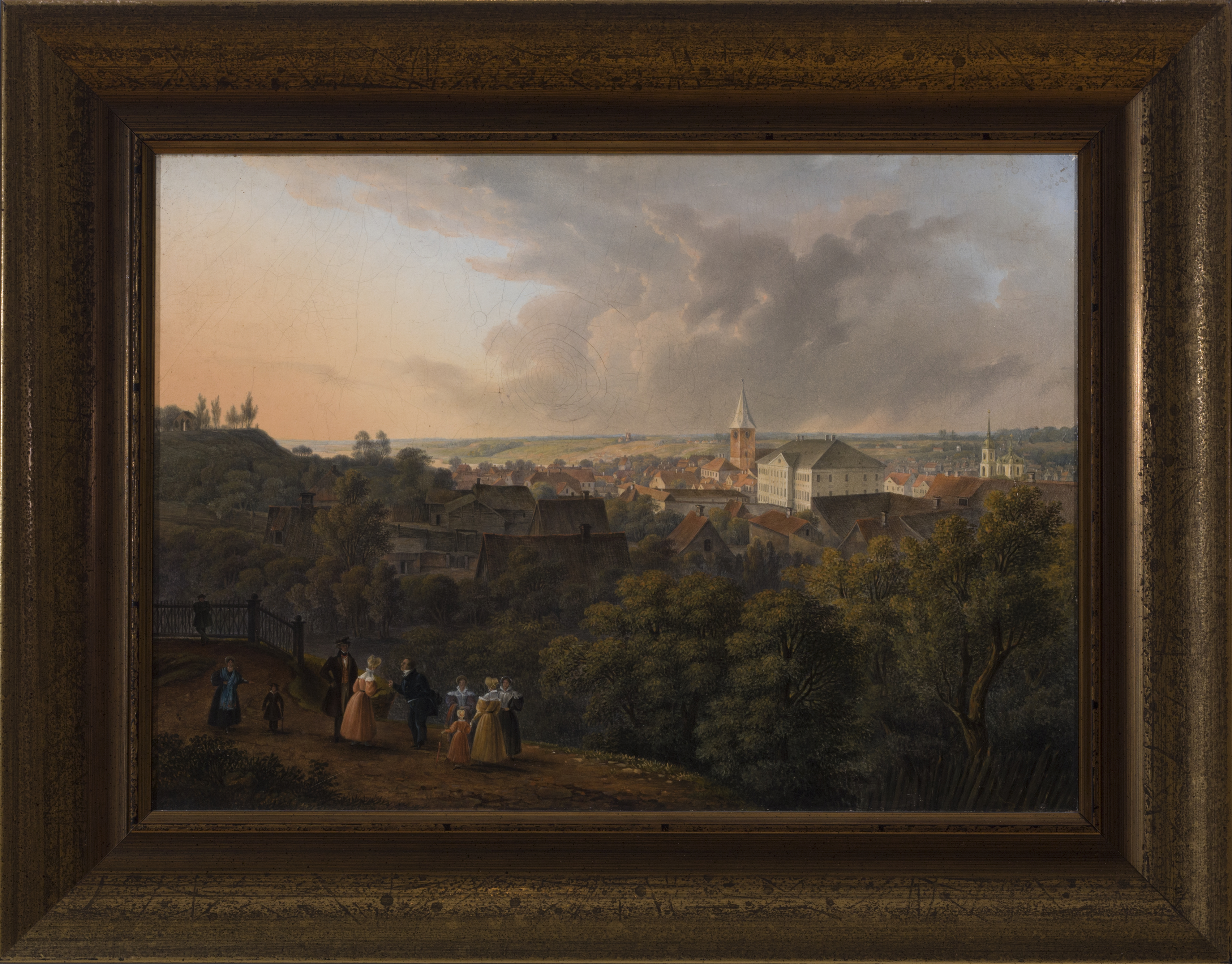
«Вид з Тарту Тоомемяе» Георга Фрідріха Шлятера (1850–1855)
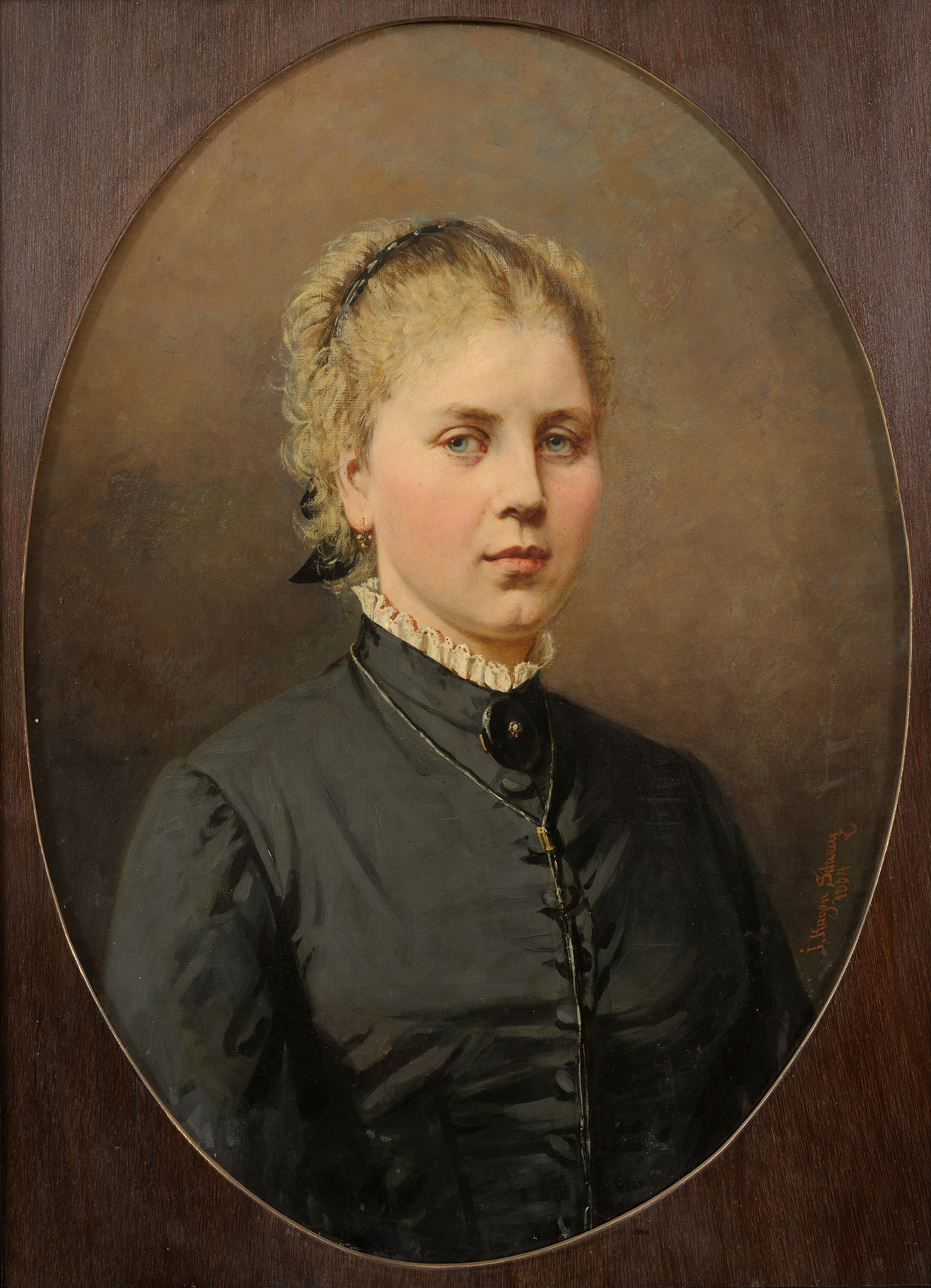
«Портрет дами. Маріса В. Вольф» (1884) Джулія Гаґен-Шварц
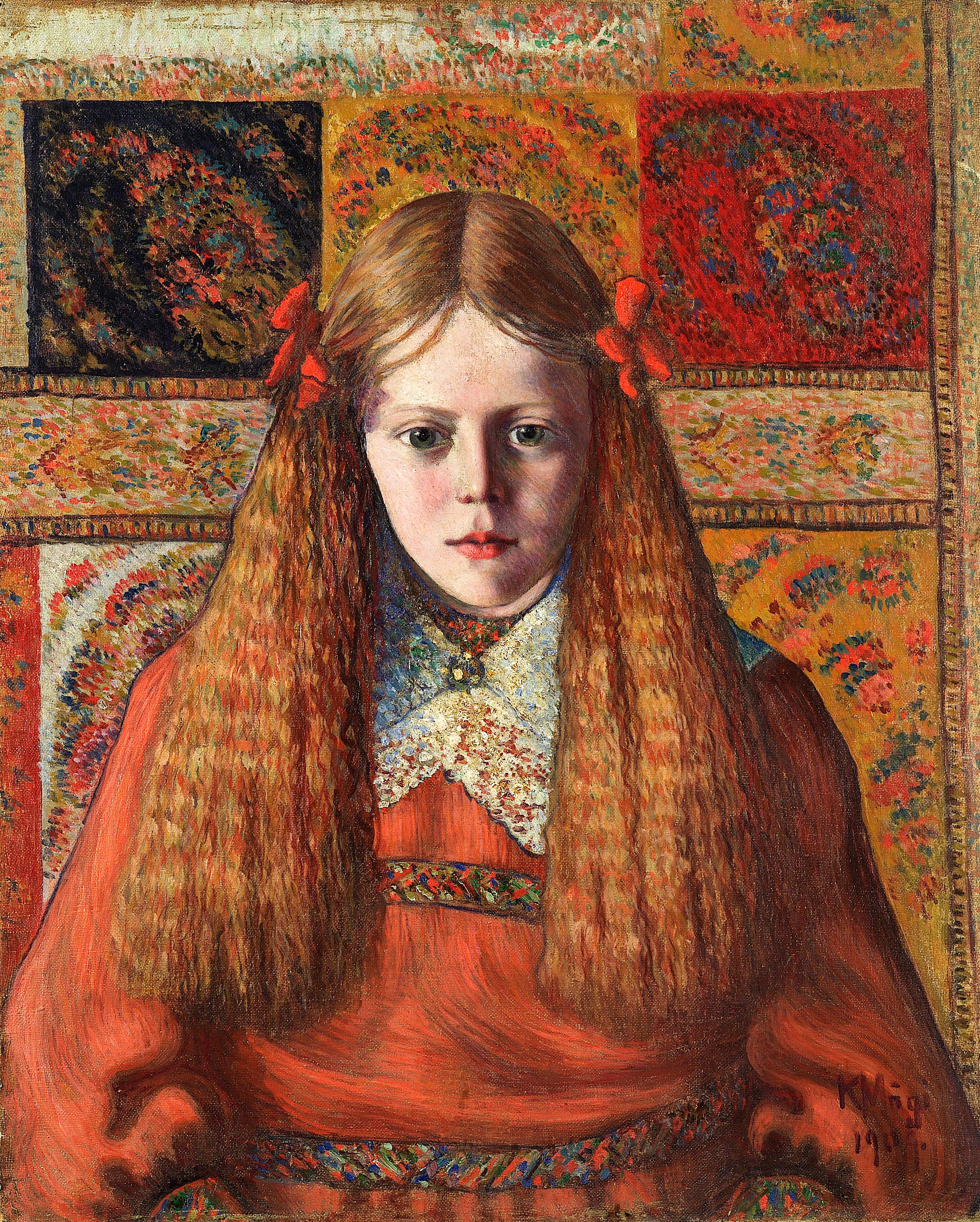
Конрад Мягі «Портрет норвезької дівчини» (1909)
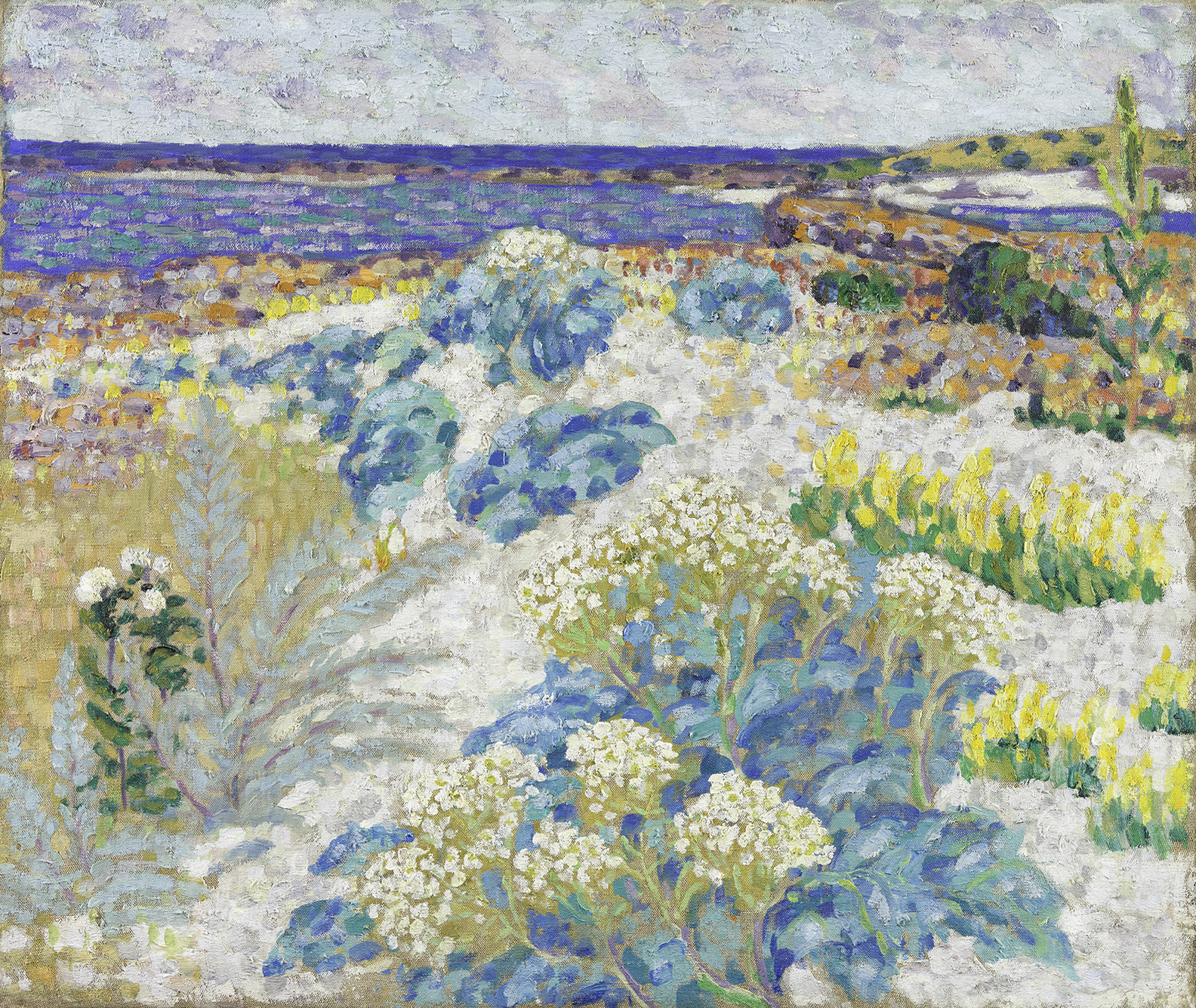
Конрад Мегі «Морська капуста» (1913–1914)
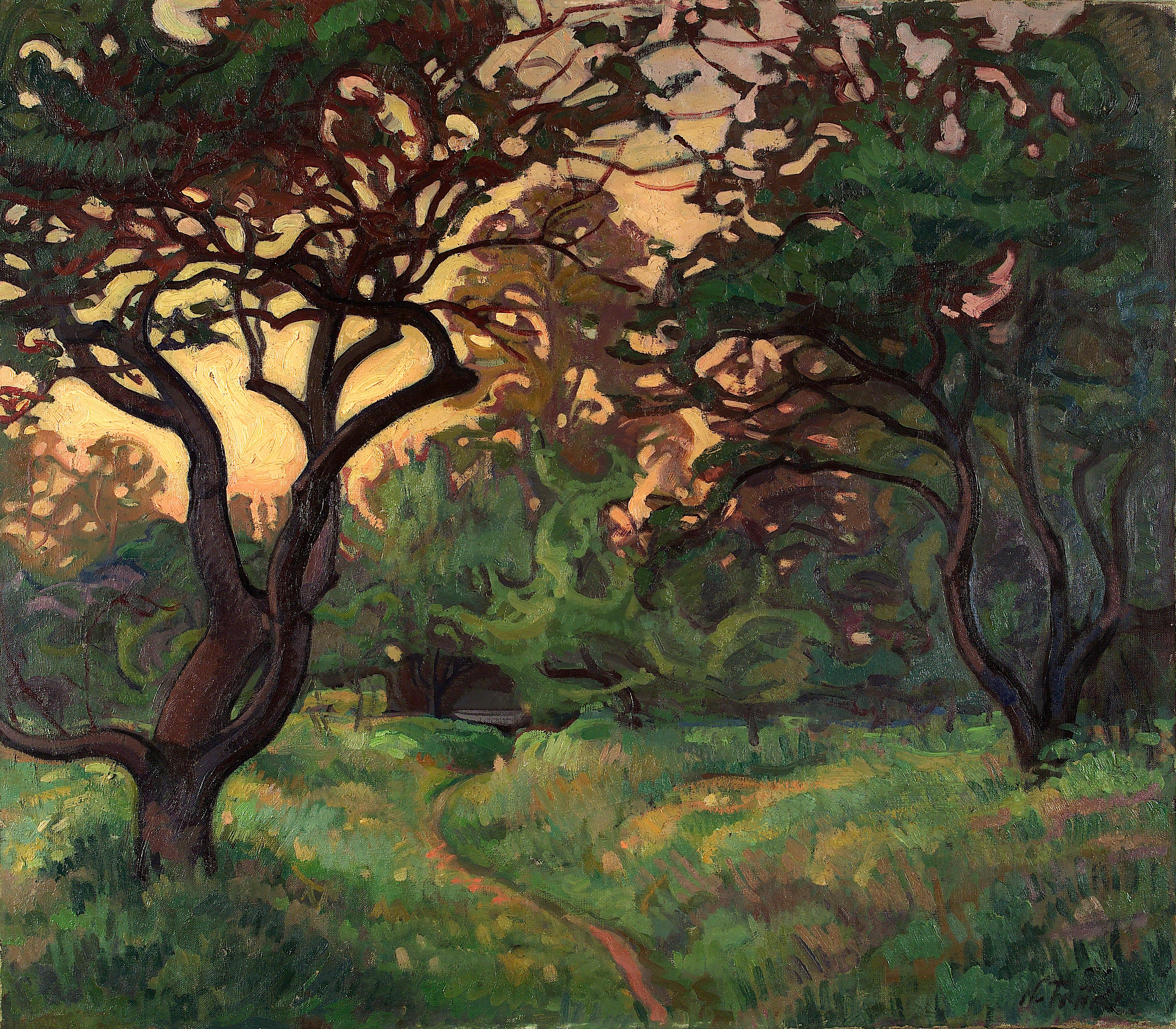
«Старий сад» Ніколай Трійк (1917)

### Твори окупаційних періодів

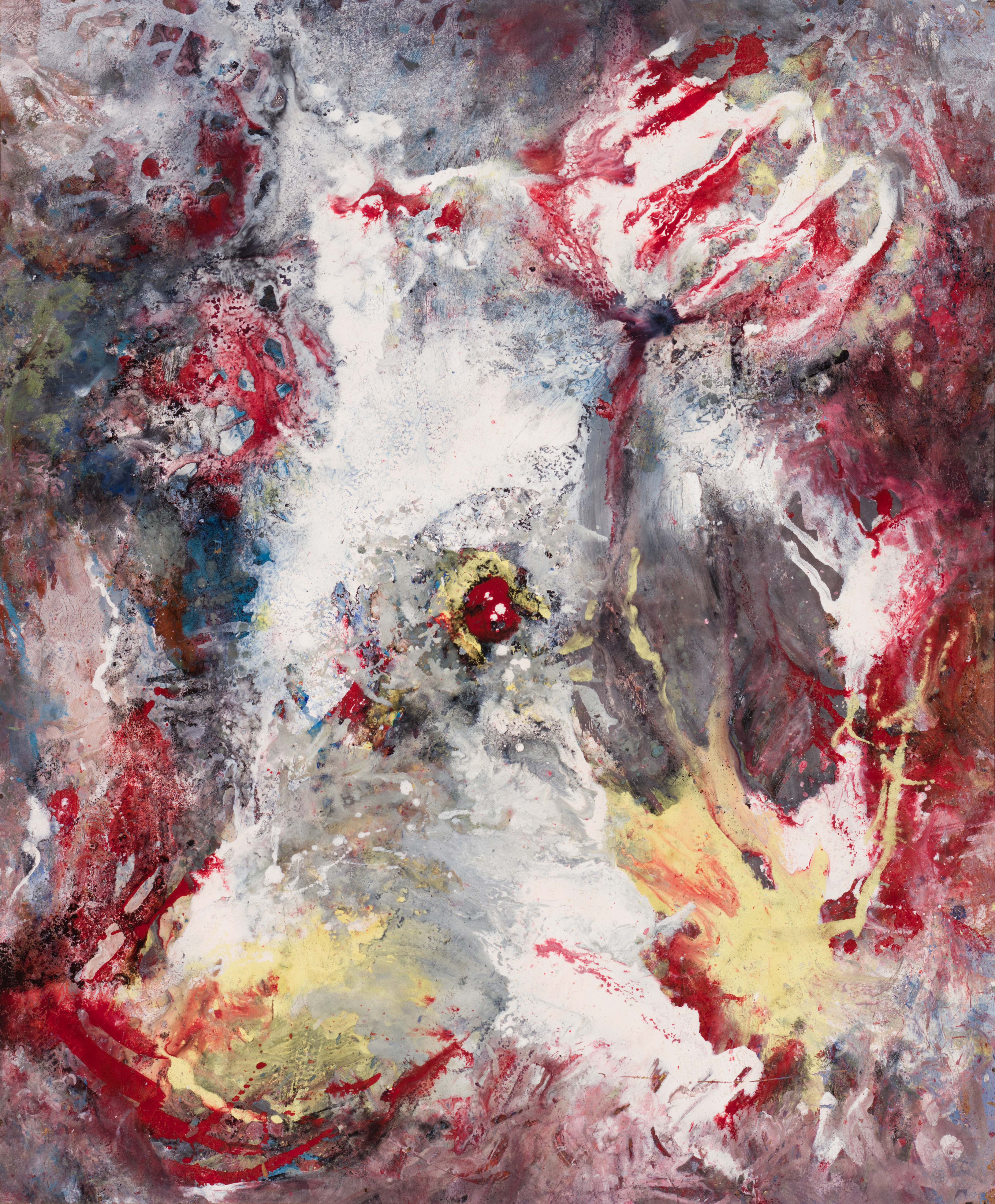
Абстрактне мистецтво в окупаційний період не користувалося прихильністю. Лола Лііваті «Весна I» (1967)

Перший рік радянської окупації спричинив менші зміни в естонському мистецтві, ніж в естонському суспільстві. Метою окупаційного режиму було нібито примирити митців із ситуацією і тим самим заспокоїти народ. За державні кошти замовляли мистецтво на теми, які подобалися владі, а також оформлення всіляких мітингів і ходів. Життя вірних радянській владі митців склалося добре, тому що їх використовували у пропаганді.
Німецька окупаційна влада не вважала за потрібне перевиховувати естонських художників, тому вони продовжували працювати в стилі 1930-х років.
Коли Червона Армія у 1944 вдерлася до Естонії в, багато художників втекли на Захід від радянської окупації. На їх місце прибули митці з Ярославля. Якщо спочатку кожному було дозволено розвивати власний мистецький напрямок, то до аж 1950 року культурне життя було повністю підпорядковане правилам сталінізму. Митцям погрожували репресіями, якщо вони не відповідатимуть ідеології. Кілька художників і велика група студентів були ув'язнені або депортовані, масштабна чистка відбулася в Спілці радянських художників Естонії, а професіоналів замінили лояльні й переважно віддані кар'єристи.
В еміграції вони почали створювати та популяризувати власне культурне та мистецьке життя, і на початку 1950-х років виникло три головних центри культури біженців: Стокгольм, Торонто та Нью-Йорк. У перші післявоєнні десятиліття для мешканців Радянського Союзу не існувало альтернативної культури естонських біженців. У 1956 році на Декаді мистецтва і літератури Естонської РСР, що проходила в Москві, вперше були показані роботи художника-біженця Еріка Хаамера. У 1960-х роках в музеях Естонії пройшли перші виставки художників-біженців. У 1960-х роках почалися контакти біженців з батьківщиною і з'явилася можливість відвідати Естонію. Перша виставка за участю художника-біженця відбулася в 1970 році, коли Ерік Хаамер приїхав зі Швеції.
Після критики сталінізму в 1956 році почався найтемніший період в естонському мистецтві. Контроль Комуністичної партії над мистецьким життям послабився, митці почали повертатися із Сибіру, а Спілка художників почала приймати висланих. По можливості хотіли позбутися ярма соціалістичного реалізму, але підходящу заміну знайти було важко. Молодші художники хотіли використати досвід західного мистецтва, але інформація, яку вони отримували, була фрагментарною, натомість старше покоління хотіло повернутися до мистецьких течій 1930-х років.

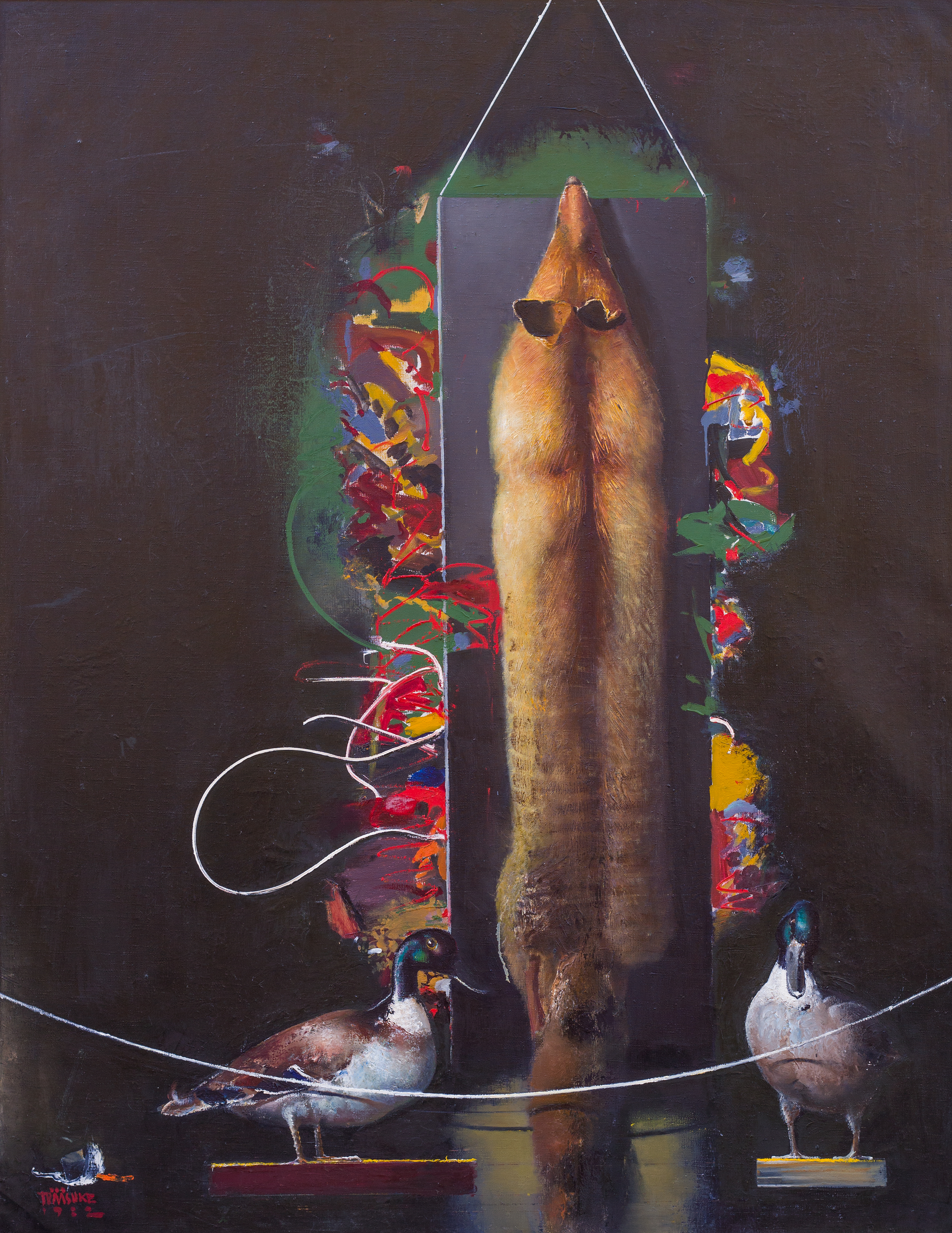
Картина Тійта Пяасукеса «Експозиція» (1982). Тартуський художній музей

Наступним важливим кроком можна вважати діяльність гурту АНК '64, який утворився в середині 1960-х років, у якому всі учасники розвивали власний почерк і відмовлялися від радянської тематики. Для них характерним стало створення особистих суб'єктивних, фантастичних світів, естетична вимогливість. У 1966 році модерністське мистецтво ширше вийшло на офіційні виставки. і цю зміну також називають мистецькою революцією в Естонії.

Людмила Сійм. «Метал» (1977). Тартуський художній музей

У 1970-х роках гіперреалізм став важливим в естонському живописі. Окрім холоднокровності та об'єктивності, схожої на той самий стиль на Заході, естонський гіперреалізм мав соціально критичний вимір, оскільки мав на меті помітити відчужену та небезпечну реальність. Технічно новий механізм також відрізнявся від попереднього — аерограф часто використовувався для створення холодних гладких технічних поверхонь.

### Відновлення незалежності Естонії
Дискусія про «смерть живопису», яка набрала обертів у західному світі мистецтва у 1980-х роках, із десятирічним запізненням увійшла у свідомість естонських художників і в лексикон критиків, що розмірковували про мистецтво Естонії, у 1990-х роках. Якщо раніше «за живописом можна було судити про потенціал усього естонського мистецтва», то раптом воно стало розглядатися як застійне мистецтво, а живопис «набув образу найбільш старомодного, консервативного та застарілого підходу».
Створення Естонського центру сучасного мистецтва Сороса (SKKE) при Open Estonian Foundation у 1992 році стало важливим каталізатором західної мистецької моделі. У 1994 році Рійгікогу також прийняв закон про відновлення культурної столиці Естонії, який приніс стабільність через фінансування мистецьких проєктів.
Мистецтвознавець Антс Юске підсумовує стан живопису в 1996 році такими словами: «Сьогодні можна сказати, що завершилося оновлення естонської мистецької моделі: радянської ієрархії форм мистецтва (живопис, графіка, скульптура, споживче мистецтво тощо) зникло, номенклатура народного митця була скинута з п'єдесталу, а нові інституції на місці». У своїй графічній схемі «Естонське мистецтво як шарований пиріг» Антс Юске розмістив живопис на найнижчому шарі.
Наприкінці 1990-х років відбулося кілька масштабних виставок живопису, завдяки яким мистецтво живопису почало визначатися в новій художній ситуації. У 2000 році Спілка художників Естонії також організувала щорічну виставку, яка відновила практику оглядових виставок, яка тим часом була перервана. Хоча утвердження живопису як засобу масової інформації дещо втратило свою актуальність, дискусії про живопис тривали. Яан Елкен описав, що сучасний естонський живопис без стилістичних правил 21-го століття став вільним у своїх вираженнях, використовуючи та інтерпретуючи попередній досвід грайливо та без ускладнень.

## Естонські художники
Художників Естонії об'єднує Спілка художників Естонії.
За кількістю картин у колекціях естонських музеїв такі художники, як Адамсон-Ерік, Ерна фон Брінкманн, Пауль Бурман, Елмар Кітс, Антс Лайкмаа, Карін Лутс, Конрад Мягі, Пауль Рауд, Ніколай Трійк, Йоханнес Уйга, Адо Ваббе та Олександр Варді представлені найбільше.

## Естонський живопис
Естонський художній музей і Тартуський художній музей мають найбільші колекції картин в Естонії, загалом понад 11 000 картин.

### Найдорожчі продані естонські картини
Роботи Конрада Мягі та Йоганна Келера побили цінові рекорди на художніх аукціонах.
Куплена у 2021 році картина Конрада Мегі «Рома» коштувала близько 370 тисяч євро. Попереднім ціновим рекордсменом була картина Йоганна Келера «Татарка в саду садиби Мшатка», яку в 2008 році продали за 172 561 євро.